# Долабела
Долабелите (Dolabellae; Dolabella) са от 3 век пр.н.е. патрициански клон на фамилията Корнелии в Древен Рим.
Известни от този когномен:
- Публий Корнелий Долабела (консул 283 пр.н.е.)
- Гней Корнелий Долабела (консул 159 пр.н.е.)
- Луций Корнелий Долабела, претор 100 пр.н.е.
- Гней Корнелий Долабела (консул 81 пр.н.е.)
- Гней Корнелий Долабела (претор 81 пр.н.е.)
- Публий Корнелий Долабела (претор 69 пр.н.е.)
- Публий Корнелий Долабела (консул 44 пр.н.е.)
- Публий Корнелий Долабела (консул 35 пр.н.е.)
- Публий Корнелий Долабела (консул 10 г.), проконсул в Африка 23 и 24 г.
- Публий Корнелий Долабела (консул 55 г.), суфектконсул
- Корнелий Долабела, близък на Август и Клеопатра VII
- Гней Корнелий Долабела (роднина на Галба), (69 г. убит от Вителий), втори съпруг на Петрония
- Сервий Корнелий Долабела Петрониан, консул 86 г.
- Сервий Корнелий Долабела Метилиан Помпей Марцел, суфектконсул 113 г.; син на консула от 86 г.
- Гней Корнелий Долабела (консул 81 пр.н.е.)